# Rhantus liopteroides
Rhantus liopteroides är en skalbaggsart som beskrevs av Zimmermann 1927. Rhantus liopteroides ingår i släktet Rhantus och familjen dykare. Inga underarter finns listade i Catalogue of Life.